# Stenotarsus tomentosus
Stenotarsus tomentosus es una especie de coleóptero de la familia Endomychidae.

## Distribución geográfica
Habita en Ceylán.